# Servio Cornelio Dolabela Metiliano
Servio Cornelio Dolabela Metiliano Pompeyo Marcelo (en latín: Servius Cornelius Dolabella Metilianus Pompeius Marcellus) fue un senador romano de origen patricio, que vivió a finales del siglo I y principios del siglo II, y desarrolló su cursus honorum bajo los reinados de Domiciano, Nerva, y Trajano. Fue cónsul sufecto en el año 113 junto con Gayo Clodio Crispino.

## Orígenes familiares
Una inscripción encontrada en Corfinium, erigida por los ciudadanos de esa ciudad para reconocer que Marcelo se había convertido en el patrón de dicha urbe, proporciona el praenomen de sus antepasados paternos: El padre de Marcelo se llamaba "Servio", su abuelo "Publio", su bisabuelo también "Publio" y su tatarabuelo también "Publio". Con base en esta filiación, Patrick Tansey identifica al padre de Marcelo como Servio Cornelio Dolabela Petroniano, cónsul en 86; El padre de Petroniano era Publio Cornelio Dolabela, cónsul en el año 55, su abuelo Publio Cornelio Dolabela, cónsul en el año 10, y su bisabuelo, Publio Cornelio Dolabela, cónsul en el 35 a. C. Tansey también identifica a la madre de Marcelo como la primera esposa de Petroniano, Metilia, de quien Marcelo heredó los tres últimos elementos en su nombre, Metiliano Pompeyo Marcelo. Por último, Tansey supone que Dolabela Veraniano, conocido por haber sido miembro de los hermanos Arvales e hijo de Petroniano y de su segunda esposa, Verania, era medio hermano de Marcelo.

## Carrera política
La inscripción de Corfinio proporciona información sobre el cursus honorum de Marcelo. Los cargos que registra atestiguan que Marcelo era miembro de la orden Patricia, como si su ascendencia como miembro de la gens Cornelia dejara alguna duda. Marcelo comenzó su carrera pública como miembro de los tresviri monetalis, el más prestigioso de los cuatro cargos que componen el Vigintivirato; la asignación a esta magistratura generalmente se asignaba a los patricios o a individuos favorecidos por el emperador de turno. Su siguiente cargo documentado fue como miembro de uno de los sacerdocios menores, los salii Palatini, que fue uno de los últimos sacerdocios romanos que todavía estaba compuesto únicamente por patricios. Luego Marcelo fue cuestor sl servicio del emperador Trajano, otro honor generalmente asignado a patricios o individuos favorecidos. Una vez completada esta magistratura republicana tradicional, Marcelo sería inscripto en el Senado. Aquí la inscripción menciona que Marcelo fue sevir equitum Romanorum o encargado de la revisión anual de los equites en Roma.
Se registra que Marcelo ocupó la magistratura republicana de pretor, después de lo cual su siguiente cargo documentado fue cónsul. Uno de los privilegios de la orden patricia en el alto Imperio fue el acceso al consulado pocos años después de dejar el cargo de pretor, liberado de servir como gobernador de cualquier provincia, senatorial o imperial, o aceptar un cargo militar del emperador como tribuno militar o legatus de alguna legión. El único cargo después del consulado registrado de Marcelo en esta inscripción es otro sacerdocio romano, el de Flamen Quirinalis.
Su vida posterior a su consulado apenas se conoce. Debido a que la inscripción de Corfinio se refiere a Trajano como divi Trajani Parthici, fue erigida después de la muerte de Trajano en 117, y da fe de que Marcelo estaba vivo al menos hasta ese año. Debido a que no se registra ningún otro Cornelio Dolabela viviera después de Marcelo, es probable que fuera el último miembro de esta familia.